# Nyceryx eximia
Espèce
Nyceryx eximia est une espèce d'insectes lépidoptères (papillons) qui appartient à la famille des Sphingidae, sous-famille des Macroglossinae, à la tribu des Dilophonotini, sous-tribu des Dilophonotina, et au genre Nyceryx.  

## Description
L'envergure varie de 22 à 27,5 mm. L’espèce est similaire à Nyceryx tacita mais peut être distingué par la zone jaune basale plus étendue du dessus de l'aile postérieure et les détails du patron de l'aile antérieure (il est plus brun violacé et les lignes gris blanchâtres sont de forme plus irrégulière). En outre, les taches latérales blanchâtres sur le dessous de l'abdomen sont plus grandes.

## Biologie
Les adultes volent toute l'année.

## Répartition et habitat
Répartition
L'espèce est connue au Panama, Guatemala, Costa Rica, Mexique et en Équateur.
Habitat
Nyceryx eximia, vole dans les plaines tropicales et subtropicales.

## Systématique
- L'espèce Nyceryx eximia a été décrite par les entomologistes Lionel Walter Rothschild, et Karl Jordan en 1916[2].

### Synonymie
- Nyceryx mulleri Clark, 1917[3].

### Liste de sous-espèces
- Nyceryx eximia eximia (Panama, Costa Rica, le Guatemala et le Mexique)
- Nyceryx eximia occidentalis Cadiou & Haxaire, 1997 (Equateur)